# 704 هـ
704 هـ هي سنة في التقويم الهجري امتدت مقابلةً في التقويم الميلادي بين سنتي 1304 و1305.

## مواليد
- ابن الشاطر
- أبو سعيد بهادر خان[5]
- محمد بن عبد الهادي المقدسي
- سراج الدين الغزنوي

## وفيات
- أبو محمد القاسم السجلماسي
- جماز بن شيحة